# Qıvraq
Qıvraq, Gywrag – miejska jednostka osadnicza w randze osiedla (azer. qəsəbə) w zachodnim Azerbejdżanie, w Nachiczewańskiej Republice Autonomicznej. Siedziba władz rejonu Kəngərli, a także gminy (azer. bələdiyyə) i okręgu terytorialnego (azer. qəsəbə inzibati ərazi dairəsi) o tej samej nazwie.
Jest jedynym ośrodkiem miejskim w rejonie. Według stanu na 1 stycznia 2024 roku osiedle zamieszkiwało 6,4 tys. osób (mężczyźni – 3,2 tys., kobiety – 3,2 tys.). W 2005 roku liczba mieszkańców wynosiła 4237. W tym samym czasie większość mieszkańców w wieku produkcyjnym trudniła się hodowlą zwierząt, uprawą zbóż i warzyw, a także produkcją pasz.
Do 19 marca 2004 roku Qıvraq znajdowało się w rejonie Şərur, będąc jednostką osadniczą w randze wsi i siedzibą wiejskiego okręgu terytorialnego o tej samej nazwie. Wraz z utworzeniem rejonu Kəngərli Qıvraq stało się jego stolicą, jednocześnie otrzymując status osiedla. Do 29 marca 2005 roku w granicach okręgu terytorialnego Qıvraq znajdowała się wieś Qabıllı (wcześniej, do 1 marca 2003 roku, pod nazwą Qarabullu), która została następnie wydzielona do osobnego okręgu terytorialnego. W klasyfikacji Państwowego Komitetu ds. Statystyki Republiki Azerbejdżanu (azer. Azərbaycan Respublikası Dövlət Statistika Komitəsi) gminie nadano unikalny kod 10801007, a osiedlu 10801016.
Osiedle położone jest przy autostradzie M-7 łączącej Nachiczewan z Şərur, około 30 km na północny zachód od Nachiczewanu, około 6 km na północ od koryta Araksu.
W Qıvraqu znajdują się meczet z XVIII wieku oraz łaźnia z XIX wieku. Według stanu na 2005 rok w osiedlu funkcjonowały między innymi dwa przedszkola, dwie szkoły średnie, szkoła muzyczna, dom kultury i szpital.
W pobliżu Qıvraqu, między osiedlem a wsią (azer. kənd) Yurdçu, znajduje się stanowisko archeologiczne – osada Qulalıtəpə (azer. Qulalıtəpə yaşayış yeri) – datowane na III-I tysiąclecie przed naszą erą, na którym znaleziono fragmenty glinianych naczyń z różnych okresów. Brak warstwy kulturowej świadczy jednak o tym, że osada ta była wykorzystywana prawdopodobnie jedynie sezonowo lub jako posterunek wartowniczy. W obszarze samego osiedla znajdowane były artefakty osadnictwa średniowiecznego.
W północno-wschodniej części osiedla zlokalizowany jest zbiornik retencyjny Qıvraq (azer. Qıvraq su anbarı), zasilany w głównej mierze wodą z kanału Yuxarı Sovxoz, odprowadzaną z rzeki Arpaçay. Wykorzystywany jest do nawadniania pól uprawnych.